# Мадхусудханан, Шридхаран
Шридхаран Мадхусудханан (род. 13 января 1966, Мадрас) — индийский дипломат и публицист. Посол Индии в Азербайджане (с 2023).

## Биография
Родился 13 января 1966 года. Получил степень магистра по управлению человеческими ресурсами, государственному управлению. Окончил также факультет журналистики. Окончил Университет штата Колорадо со степенью магистра делового администрирования.
Изучал китайский язык в Пекинском институте экономики и менеджмента.
В 1996 году начал работать в Иностранной службе Индии. Являлся ответственным по развитию электронного правительства и информационных систем МИД Индии. Возглавлял отдел Юго-восточной Ассоциации регионального сотрудничества.
Работал в Индийской высокой комиссии на Фиджи.
Являлся консулом по торговле и инвестициям консульства Индии в Гонконге. Являлся главой политического отдела, отдела культуры, докладчиком посольства Индии в Китае. Являлся менеджером проектов посольства.
До июня 2016 года являлся докладчиком по прессе, информации и культуре посольства Индии в США (Вашингтон). 
Являлся секретарём отдела Восточной Азии МИД Индии.
Являлся главой совместного секретариата отдела развития МИД Индии. За период занятия данной должности принял участие в более 600 проектах, реализовывавшихся в более 65 странах. 
Посол Индии в Азербайджане (с 19 мая 2023).
Владеет тамильским и китайским языками.
Является автором 5 книг, включая «Более 80 лучших исторических и природных достопримечательностей для поездки на велосипеде по Нью-Дели»,  выборочный перевод Ши цзин, перевод книги Мо Янь «Перемены», переводов с тамильского на китайский песен.
Лауреат премии «Воробей» 2016 года за переводы.
Является автором статей по лексикографии, экологии и литературе.